# Hastings
Hastings je město, které se nachází na pobřeží jižní Anglie v hrabství Východní Sussex. Žije v něm asi přibližně 91 tisíc obyvatel.
První písemná zmínka o vesnici Hastings pochází z 8. století. Město je známé především významnou bitvou o Anglii, která se udála v roce 1066 v jeho blízkosti (přesněji u obce Battle) a známá je jako bitva u Hastingsu.

## Partnerská města
- Béthune, Francie
- Dordrecht, Nizozemsko
- Oudenaarde, Belgie
- Schwerte, Německo